# Österharun, Ingå
Österharun är en ö i Finland. Den ligger i Finska viken och i kommunen Ingå i den ekonomiska regionen  Raseborg i landskapet Nyland, i den södra delen av landet. Ön ligger omkring 44 kilometer sydväst om Helsingfors. Österharun ligger 2 meter över havet.
Öns area är 0,9 hektar och dess största längd är 190 meter i sydväst-nordöstlig riktning. Närmaste större samhälle är Kyrkslätt, 18,7 km nordost om Österharun.